# بوبي ماكلولين
بوبي ماكلولين (بالإنجليزية: Bobby McLaughlin)‏ (6 ديسمبر 1925 في المملكة المتحدة - 2003) هو لاعب كرة قدم بريطاني (وحمل سابقاً جنسية المملكة المتحدة لبريطانيا العظمى وأيرلندا) في مركز نصف الجناح. لعب مع أكسفورد يونايتد وكارديف سيتي وليسبورن ديستليري ونادي ريكسهام ونادي ساوثهامبتون.